# Liste des romans de Jean-Pierre Conty
Cette page présente les romans écrits par Jean-Pierre Conty de 1952 à 1985, dont la plupart mettent en scène le héros Mr Suzuki.

## Une femme a trahi
- Publication : Éditions de la Porte Saint Martin, 1952.
- Distinction :
- Date et lieux principaux de l'action : Alger
- Personnages principaux :
- Résumé : À mesure que s’accroît la puissance des moyens de destruction, l’importance des services de renseignements grandit. Les principales étapes de la Seconde Guerre mondiale ont été précédées par la lutte silencieuse que se livraient les agents secrets sur toute la surface du globe. Du désastre de Pearl Harbour, à la destruction de Peenemünde, les femmes ont joué un rôle de premier plan dans cette guerre secrète, et sans merci, où tous les coups sont permis, puisque aussi bien l’on ne fait pas de quartier aux espions. Une fois découverts, c’est la corde qui les attend, ou le peloton, à moins qu’ils ne sauvent leur peau à force de ruse et de férocité. Peu à peu, la lumière se fait sur beaucoup d’épisodes mystérieux de la dernière guerre ; les archives secrètes sont dépouillées et l’on découvre que la réalité dépasse en horreur, ou en sublime, toutes les inventions des romanciers.
- Lien externe :

## Opération Odyssée
- Publication : Éditions de la Porte Saint Martin, 1952.
- Distinction : Grand prix de littérature policière, 1953.
- Date et lieux principaux de l'action :
- Personnages principaux :
- Résumé :
- Lien externe : Lauréats du Grand prix de littérature policière

## Courrier spécial
- Publication : Presses de la Cité, collection Un Mystère no 143, 1953.
- Date et lieux principaux de l'action :
- Personnages principaux :
- Résumé :
- Lien externe : Le roman sur le site Bibliopoche

## Canal Street
- Publication : Presses de la Cité, collection Un Mystère no 149, 1953.
- Article connexe : Canal Street
- Date et lieux principaux de l'action :
- Personnages principaux :
- Résumé :
- Lien externe : Le roman sur le site Bibliopoche

## Le ciel m'est témoin
- Publication : Presses de la Cité, collection Un Mystère no 151, 1954.
- Date et lieux principaux de l'action :
- Personnages principaux :
- Résumé :
- Lien externe : Le roman sur le site Bibliopoche

## Lumière noire
- Publication : Presses de la Cité, collection Un Mystère no 171, 1954.
- Date et lieux principaux de l'action :
- Personnages principaux :
- Résumé :
- Lien externe : Le roman sur le site Bibliopoche

## Mabrouk s'en va-t-en terre
- Publication : Presses de la Cité, collection Un Mystère no 183, 1954.
- Article connexe : Malbrough s'en va-t-en guerre
- Date et lieux principaux de l'action :
- Personnages principaux :
- Résumé :
- Lien externe : Le roman sur le site Bibliopoche

## L'Enfer pour Jennifer
- Publication : Presses de la Cité, collection Un Mystère no 193, 1954.
- Date et lieux principaux de l'action :
- Personnages principaux :
- Résumé :
- Lien externe : Le roman sur le site Bibliopoche

## Monsieur Suzuki, espion
- Publication : Presses de la Cité, collection Un Mystère no 210, 1955.
- Date et lieux principaux de l'action :
- Personnages principaux :
- Résumé :
- Lien externe : Le roman sur le site Bibliopoche

## La Liste noire de Mr Suzuki
- Publication : Presses de la Cité, collection Un Mystère no 217, 1955.
- Date et lieux principaux de l'action :
- Personnages principaux :
- Résumé :
- Lien externe : Le roman sur le site Bibliopoche

## Dernier message
- Publication : Presses de la Cité, collection Un Mystère no 229, 1955.
- Date et lieux principaux de l'action :
- Personnages principaux :
- Résumé :
- Lien externe : Le roman sur le site Bibliopoche

## Il est temps que je meure
- Publication : Presses de la Cité, collection Un Mystère no 252, 1956.
- Date et lieux principaux de l'action :
- Personnages principaux :
- Résumé :
- Lien externe : Le roman sur le site Bibliopoche

## Le Diable et son train
- Publication : Presses de la Cité, collection Un Mystère no 264, 1956.
- Date et lieux principaux de l'action :
- Personnages principaux :
- Résumé :
- Lien externe : Le roman sur le site Bibliopoche

## Mr Suzuki travaille dans l'ombre
- Publication : Presses de la Cité, collection Un Mystère no 279, 1956.
- Date et lieux principaux de l'action :
- Personnages principaux :
- Résumé :
- Lien externe : Le roman sur le site Bibliopoche

## Mr Suzuki revient de loin
- Publication : Presses de la Cité, collection Un Mystère no 292, 1956.
- Date et lieux principaux de l'action :
- Personnages principaux :
- Résumé :
- Lien externe : Le roman sur le site Bibliopoche

## Une mort si juste
- Publication : Presses de la Cité, collection Un Mystère no 306, 1956.
- Date et lieux principaux de l'action :
- Personnages principaux :
- Résumé :
- Lien externe : Le roman sur le site Bibliopoche

## Mr Suzuki prend la mouche
- Publication : Presses de la Cité, collection Un Mystère no 328, 1957.
- Date et lieux principaux de l'action :
- Personnages principaux :
- Résumé :
- Lien externe : Le roman sur le site Bibliopoche

## Mr Suzuki renverse la vapeur
- Publication : Presses de la Cité, collection Un Mystère no 388, 1957.
- Date et lieux principaux de l'action :
- Personnages principaux :
- Résumé :
- Lien externe : Le roman sur le site Bibliopoche

## Mr Suzuki contre Suzuki
- Publication : Presses de la Cité, 1957.
- Date et lieux principaux de l'action :
- Personnages principaux :
- Résumé :
- Lien externe : Le roman sur le site Bibliopoche

## Mr Suzuki joue avec le feu
- Publication : Presses de la Cité, 1957.
- Date et lieux principaux de l'action :
- Personnages principaux :
- Résumé :
- Lien externe : Le roman sur le site Bibliopoche

## Mr Suzuki sur la corde raide
- Publication : Presses de la Cité, 1957.
- Date et lieux principaux de l'action :
- Personnages principaux :
- Résumé :
- Lien externe : Le roman sur le site Bibliopoche

## Le rendez-vous des disparus
- Publication : Presses de la Cité, 1958.
- Date et lieux principaux de l'action :
- Personnages principaux :
- Résumé :
- Lien externe : Le roman sur le site Bibliopoche

## Mr Suzuki vend la mèche
- Publication : Presses de la Cité, 1958.
- Date et lieux principaux de l'action :
- Personnages principaux :
- Résumé :
- Lien externe : Le roman sur le site Bibliopoche

## Mr Suzuki et le pot-au-noir
- Publication : Presses de la Cité, 1958.
- Article connexe : Pot-au-noir
- Date et lieux principaux de l'action :
- Personnages principaux :
- Résumé :
- Lien externe : Le roman sur le site Bibliopoche

## Mr Suzuki pêche en eau trouble
- Publication : Presses de la Cité, 1958.
- Date et lieux principaux de l'action :
- Personnages principaux :
- Résumé :
- Lien externe : Le roman sur le site Bibliopoche

## Mr Suzuki joue du kriss
- Publication : Presses de la Cité, 1958.
- Article connexe : Kriss
- Date et lieux principaux de l'action :
- Personnages principaux :
- Résumé :
- Lien externe : Le roman sur le site Bibliopoche

## Mr Suzuki attend son heure
- Publication : Fleuve noir, coll. « Espionnage » no 200, 1959.
- Date et lieux principaux de l'action :
- Personnages principaux :
- Résumé :
- Lien externe : Le roman sur le site Bibliopoche

## La Nuit rouge de Mr Suzuki
- Publication : Fleuve noir, coll. « Espionnage » no 207, 1959.
- Date et lieux principaux de l'action :
- Personnages principaux :
- Résumé :
- Lien externe : Le roman sur le site Bibliopoche

## Mr Suzuki a des émotions fortes
- Publication : Fleuve noir, coll. « Espionnage » no 217, 1959.
- Date et lieux principaux de l'action :
- Personnages principaux :
- Résumé :
- Lien externe : Le roman sur le site Bibliopoche

## Mr Suzuki a la dent dure
- Publication : Fleuve noir, coll. « Espionnage » no 225, 1960.
- Date et lieux principaux de l'action :
- Personnages principaux :
- Résumé :
- Lien externe : Le roman sur le site Bibliopoche

## Mr Suzuki et la ville fantôme
- Publication : Fleuve noir, coll. « Espionnage » no 231, 1960.
- Date et lieux principaux de l'action :
- Personnages principaux :
- Résumé :
- Lien externe : Le roman sur le site Bibliopoche

## Mr Suzuki descend aux enfers
- Publication : Fleuve noir, coll. « Espionnage » no 250, 1960, 219 pages.
- Date et lieux principaux de l'action : Hong-Kong, 1960.
- Personnages principaux : M. Suzuki, superintendant Jonathan Burns (chef de la police de Hong Kong), Ogden (policier), Mason (policier), Pennycoat (chef du bureau des douanes), Maï (maîtresse de Pennycoat), Dr Chang, Sonia Chang, M. Wu (receleur), Bo Seng (voleur), M. Wong, Carlos Marong (tueur à gages philippin), Sawamura.
- Résumé : 
  - Mise en place de l'intrigue : Bo Seng est un voleur de petite envergure. Avec un complice, il vole un conteneur dans un entrepôt. Durant le vol, son complice est tué par la police. Arrivé chez lui, il ouvre le conteneur qui ne contient qu'un petit lingot de métal. Néanmoins, dans les jours qui suivent, Bo Seng est atteint d'une étrange maladie. Le receleur (M. Wu) à qui Bo Seng a revendu le lingot transmet ce dernier à la police. Le laboratoire scientifique découvre que ce lingot contient un produit radioactif extrêmement dangereux. M. Suzuki est appelé en renfort pour enquêter.
  - Enquête et aventures : Le Japonais enquête avec Jonathan Burns (chef de la police de Hong Kong), Ogden (policier) et Pennycoat (chef du bureau des douanes). Suzuki recherche activement Bo Seng et le retrouve caché dans une cave, en train de mourir en raison des radiations radioactives. Il le fait immédiatement hospitaliser mais l'homme est assassiné à l'hôpital. Remontant la filière et empêchant les triades chinoises de le tuer à la morgue, Suzuki découvre qu'il s'agissait d'un trafic organisé par des Japonais qui fournissaient secrètement des produits radioactifs à la Chine maoïste. Le maître d'œuvre du réseau est le Japonais Sawamura, aidé par son complice britannique Pennycoat, chef du bureau des douanes de la colonie. Durant ses aventures, Suzuki a été blessé aux yeux et rendu aveugle pendant quelques jours.
  - Dénouement et révélations finales : Pennycoat, chef du bureau des douanes de la colonie, est assassiné par sa maîtresse Maï.
- Lien externe : Le roman sur le site Bibliopoche

## Mr Suzuki attaque
- Publication : Fleuve noir, coll. « Espionnage » no 258, 1960.
- Date et lieux principaux de l'action :
- Personnages principaux :
- Résumé :
- Lien externe : Le roman sur le site Bibliopoche

## Une peur bleue
- Publication : Presses de la Cité, 1961.
- Date et lieux principaux de l'action :
- Personnages principaux :
- Résumé :
- Lien externe : Le roman sur le site Bibliopoche

## Mr Suzuki creuse sa tombe
- Publication : Fleuve noir, coll. « Espionnage » no 269, 1961.
- Date et lieux principaux de l'action :
- Personnages principaux :
- Résumé :
- Lien externe : Le roman sur le site Bibliopoche

## Mr Suzuki et l'homme de Rio
- Publication : Fleuve noir, coll. « Espionnage » no 277, 1961.
- Date et lieux principaux de l'action :
- Personnages principaux :
- Résumé :
- Lien externe : Le roman sur le site Bibliopoche

## Mr Suzuki et la fille d'Oslo
- Publication : Fleuve noir, coll. « Espionnage » no 294, 1961.
- Date et lieux principaux de l'action :1961
- Personnages principaux :
- Résumé :
- Lien externe : Le roman sur le site Bibliopoche

## Mr Suzuki lance un SOS
- Publication : Fleuve noir, coll. « Espionnage » no 301, 1961.
- Date et lieux principaux de l'action :
- Personnages principaux :
- Résumé :
- Lien externe : Le roman sur le site Bibliopoche

## Mr Suzuki fait face
- Publication : Fleuve noir, coll. « Espionnage » no 308, 1961.
- Date et lieux principaux de l'action :
- Personnages principaux :
- Résumé :
- Lien externe : Le roman sur le site Bibliopoche

## Mr Suzuki compte les coups
- Publication : Fleuve noir, coll. « Espionnage » no 320, 1962.
- Date et lieux principaux de l'action :
- Personnages principaux :
- Résumé :
- Lien externe : Le roman sur le site Bibliopoche

## Mr Suzuki prend des risques
- Publication : Fleuve noir, coll. « Espionnage » no 342, 1962.
- Date et lieux principaux de l'action :
- Personnages principaux :
- Résumé :
- Lien externe : Le roman sur le site Bibliopoche

## Mr Suzuki tente le diable
- Publication : Fleuve noir, coll. « Espionnage » no 350, 1962.
- Date et lieux principaux de l'action :
- Personnages principaux :
- Résumé :

## Mr Suzuki et la terreur blanche
- Publication : Fleuve noir, coll. « Espionnage » no 367, 1963.
- Date et lieux principaux de l'action :
- Personnages principaux :
- Résumé :

## Mr Suzuki contre Goliath V
- Publication : Fleuve noir, coll. « Espionnage » no 380, 1963.
- Date et lieux principaux de l'action :
- Personnages principaux :
- Résumé :

## Mr Suzuki fait la part du feu
- Publication : Fleuve noir, coll. « Espionnage » no 391, 1963.
- Date et lieux principaux de l'action :
- Personnages principaux :
- Résumé :

## Le dernier message de Mr Suzuki
- Publication : Fleuve noir, coll. « Espionnage » no 405, 1963.
- Date et lieux principaux de l'action :
- Personnages principaux :
- Résumé :

## Mr Suzuki contre l'Odessa
- Publication : Fleuve noir, coll. « Espionnage » no 414, 1964.
- Date et lieux principaux de l'action :
- Personnages principaux :
- Résumé :

## Mr Suzuki prend le maquis
- Publication : Fleuve noir, coll. « Espionnage » no 430, 1964.
- Date et lieux principaux de l'action :
- Personnages principaux :
- Résumé :

## Sueur froide pour Mr Suzuki
- Publication : Fleuve noir, coll. « Espionnage » no 447, 1964.
- Date et lieux principaux de l'action :
- Personnages principaux :
- Résumé :

## Le Spectre de Mr Suzuki
- Publication : Fleuve noir, coll. « Espionnage » no 467, 1964.
- Date et lieux principaux de l'action :
- Personnages principaux :
- Résumé :

## Coup double pour Mr Suzuki
- Publication : Fleuve Noir, coll. « Espionnage » no  471, 1965.
- Date et lieux principaux de l'action :
- Personnages principaux :
- Résumé :
- Lien externe : [ Le roman sur le site Bibliopoche]

## Nuit noire pour Mr Suzuki
- Publication : Fleuve noir, coll. « Espionnage » no 497, 1965.
- Date et lieux principaux de l'action :
- Personnages principaux :
- Résumé :
- Lien externe : [ Le roman sur le site Bibliopoche]

## Le Double Jeu de Mr Suzuki
- Publication : Fleuve Noir, coll. « Espionnage » no  514, 1965
- Date et lieux principaux de l'action :
- Personnages principaux :
- Résumé :

## Mr Suzuki dans la gueule du loup
- Publication : Fleuve Noir, coll. « Espionnage » no  520, 1965
- Date et lieux principaux de l'action :
- Personnages principaux :
- Résumé :

## Mr Suzuki et la lueur bleue
- Publication : Fleuve Noir, coll. « Espionnage » no  545, 1966
- Date et lieux principaux de l'action :
- Personnages principaux :
- Résumé :

## Le Piège de Mr Suzuki
- Publication : Fleuve Noir, coll. « Espionnage » no  562, 1966
- Date et lieux principaux de l'action :
- Personnages principaux :
- Résumé :

## L'Étrange Mission de Mr Suzuki
- Publication : Fleuve Noir, coll. « Espionnage » no  576, 1966
- Date et lieux principaux de l'action :
- Personnages principaux :
- Résumé :

## La Bête noire de Mr Suzuki
- Publication : Fleuve Noir, coll. « Espionnage » no  592, 1967
- Date et lieux principaux de l'action :
- Personnages principaux :
- Résumé :

## Mr Suzuki fait parler les morts
- Publication : Fleuve noir, coll. « Espionnage » no  610, 1967.
- Date et lieux principaux de l'action : 1967, Soudan, Egypte, Turquie.
- Personnages principaux : Mr Suzuki, Christine Mondory, lieutenant Razak, Hafiz Kahn, Khaled Maher, Ahmed ben Fouli, Driss Boujendal, Aliev Mohammedidov Mamedov, Kaddous.
- Contexte : le tiers du roman s'inscrit dans le cadre de la résistance des tribus sud-soudanaises, chrétiennes et noires, contre les autorités de Khartoum, musulmanes et arabes.
- Résumé : 
  - Mise en place de l'intrigue : Christine Mondory est une cinéaste engagée qui réalise un film sur le génocide vécu par les tribus du sud de Soudan, chrétiennes et noires, contre les autorités de Khartoum, musulmanes et arabes. Elle est empêchée de tourner son film par la police soudaine et est emprisonnée. Elle échappe de peu au viol en quittant sa geôle nuitamment et en assommant son gardien. Elle rejoint la tribu dont son père le chef. Ces villages rebelles sont des "Anya-Nia". Mais elle a été suivie par les Arabes, et le village est attaqué. Elle est de nouveau faite prisonnière. Elle parvient une seconde fois à échapper à ses geôliers en blessant grièvement le lieutenant soudanais Razak. Elle rejoint son pays de naissance et de résidence, l'Egypte, où se trouve son amant, Khaled Maher.
  - Enquête et aventures : Mr Suzuki reçoit une étrange mission de la CIA. Il va y avoir au Caire une conférence islamique au cours de laquelle sera élu un secrétaire général de la conférence. Le but est que sur les cinq prétendants, le « candidat » (secret) modéré des Américains soit élu : Aliev Mohammedidov Mamedov. Mr Suzuki doit utiliser tous les moyens possibles pour que celui-ci soit élu. Il se rend donc en Egypte. Les cinq candidats sont Hafiz Kahn (pakistanais), Khaled Maher (égyptien), Ahmed ben Fouli (soudanais), Driss Boujendal (algérien) et Aliev Mohammedidov Mamedov (ouzbek). Suzuki rencontre la belle Christine Mondory et, grâce à elle, utilise un subterfuge qui est couronné de succès : il fait croire à Ahmed ben Fouli que son rival Hafiz Kahn a tenté de le tuer en plaçant une montre sous son matelas. En fait, c'est Suzuki qui a placé cette fausse bombe (qui ne contenait pas de plastic mais de la pâte à modeler !). En riposte, Ahmed ben Fouli organise un attentat contre Hafiz Kahn. Mais il est vite accusé de cet attentat contre son rival : la police égyptienne a reçu un enregistrement audio (réalisé en fait par Suzuki) lorsqu'il parlait avec son homme de main Ali. Cet enregistrement l'implique directement dans l'attentat. Dans cette action, Suzuki a fait coup double en éliminant deux candidats en peu de temps ! Son plan se poursuit et met en cause Khaled Maher. Il conseille donc à Christine Mondory, la maîtresse de Maher, de quitter l'Egypte et de se rendre aux États-Unis. Mais la jeune femme, apprenant que sa mère est très malade, se rend en Turquie. Grâce à une ruse de Suzuki, un magnétophone a été placé par Christine Mondory dans un porte-cigarettes de Khaled Maher. Celui-ci passe pour un traître aux yeux des participants de la conférence. Il plaide sa bonne foi et on se met à la recherche de Christine Mondory. La jeune femme est localisée en Turquie et est faite prisonnière dans une villa près d'Istanbul, sous la garde du chef des lieux, Kaddous. Elle est interrogée mais dit ne rien savoir. Arrive alors Khaled Maher. Puis un autre homme que Christine croyait avoir laissé pour mort dans la savane soudanaise : le lieutenant Razak. Celui-ci menace de torturer Christine avec du vitriol. Pendant ce temps, Suzuki est arrivé à Istanbul. Il est à son hôtel. Un commando de deux hommes a été envoyé pour le garrotter et le livrer à Khaled Maher. Mais Suzuki met hors d'état de nuire les deux hommes de main et ordonne à l'un d'eux de le conduire à la villa où Christine est détenue, dans la ville de Sinn el Fil. Pendant ce temps, Christine Mondory a tout avoué à Kaddous et à Razak, de peur de la menace d'être défigurée avec l'acide. Son témoignage (ses aveux en fait) a été recueilli sur bande magnétique. Surgit alors Suzuki. Une fusillade intense se produit, au cours de laquelle tous les ravisseurs de Christine (y compris Khaled Maher, Kaddous et Razak) et les hommes de main et les gardes sont tués ou s'entretuent. Suzuki délivre la jeune femme qui est indemne. Suzuki lui propose alors un stratagème : on va « faire parler les morts » en donnant une scène de crime laissant croire que tous les participants se sont entretués, sans que la présence de Suzuki soit soupçonnée. Quant à Christine, son rôle sera modifié dans un sens qui, pour elle, n'aura aucune conséquence. Ainsi les membres de la conférence islamique ne soupçonneront pas les États-Unis d'avoir joué un rôle dans l'élimination de Khaled Maher. De plus, Christine ayant réenregistré ses « aveux » impliquant Driss Boujendal (le rival algérien de Mamedov), ce sera un bénéfice supplémentaire.
  - Dénouement et révélations finales : Le roman se conclut par un mémorandum secret remis aux membres de la conférence islamique : les morts retrouvés résultent bien d'un complot organisé par Driss Boujendal pour éliminer Aliev Mohammedidov Mamedov, comme le prouvent les indices retrouvés sur place ! Boujendal évincé, c'est Mamedov qui est élu secrétaire général de la conférence. Suzuki rentre aux États-Unis, savourant la réussite totale de sa mission.
- Remarque : dans le dernier paragraphe, l'auteur informe le lecteur que Suzuki retrouvera dans une aventure ultérieure Christine Mondory « dans des circonstances dramatiques ».

## Le Cauchemar de Mr Suzuki
- Publication : Fleuve Noir,  coll. « Espionnage » no  634, 1967
- Date et lieux principaux de l'action :
- Personnages principaux :
- Résumé :

## Mr Suzuki et le grand secret
- Publication : Fleuve Noir, coll. « Espionnage » no  639, 1967
- Date et lieux principaux de l'action :
- Personnages principaux :
- Résumé :

## Mr Suzuki cache son jeu
- Publication : Fleuve noir, coll. « Espionnage » no  662, janvier 1968
- Date et lieu de l'action : 1967 - Yemen du Sud.
- Personnages principaux : Mr Suzuki, Reginald Thompson (gouverneur britannique), sa fille Celia, Taïa, Abdullah al Wahidi, Yacin (fils de Abdullah al Wahidi), Youseff (homme de main de Yacin), Aktan as Faali, Yacine, De Fries (expert militaire d'Abdullah al Wahidi).
- Résumé : 
  - Mise en place de l'intrigue : Mr Suzuki est envoyé à Aden, au Yemen du Sud, alors que les Britanniques sont en train de mettre fin à la colonisation du pays. Suzuki est chargé de remettre à  l'émir Abdullah al Wahidi un exemplaire d'une arme nouvelle qui lui permettrait d'éviter que son pays soit absorbé par le Yemen du Nord dirigé en sous-main par les nasseriens. Celia Thompson, fille du gouverneur britannique, nymphomane et insatisfaite de sa vie, rêvant de devenir cinéaste, recherche diverses aventures. Tandis que son père la recherche et offre une récompense pour qu'on la lui ramène, Celia est reconnue par le tueur Aktan as Faali et retenue prisonnière. Elle est délivrée par Mr Suzuki, qui tue Aktan as Faali durant un combat (chapitres 1 à 10).
  - Enquête et aventures : Suzuki se rend alors en plein désert pour exécuter sa mission. Celia a décidé de l'accompagner et elle est découverte au cours du voyage. Arrivé dans le palais de l'émir, Suzuki est reçu par son fils Yacin (chapitres 11 à 13). Durant la nuit suivante, l'écrin dans lequel Suzuki avait placé un objet important est volé. Heureusement, Suzuki avait pris avec lui un écrin vide. Qui a voulu le voler ? Yacin ? Yousseff ? De Fries ? Quoi qu'il en soit, le voleur est très vite retrouvé, la gorge tranchée (chapitres 14 à 16). Suzuki rencontre l'émir et propose une présentation des armes pouvant être livrées par les États-Unis. L'émir accepte et la démonstration est prévue pour le lendemain. Suzuki envoie un signal radio pour demander l'envoi ds armes par parachutage. La nuit, Suzuki, Yacin et De Fries se rendent sur les lieux du parachutage. Ils tombent dans un guet-apens, De Fries est tué. Plus tard, Suzuki, Yacin, Celia, Yousseff se mettent en route. Mais Suzuki est drogué et laissé seul dans le désert, avec son arme secrète, en l'occurrence un lance-fusée et ses munitions (chapitres 17 à 23).
  - Dénouement et révélations finales : Suzuki et Celia rentrent à Aden. L'information s'est diffusée dans la région : les Nassériens ne sont pas les plus forts, et leur retrait s'amorce. Celia rentre en Grande-Bretagne.
- Liens externes :
  - Histoire du Yémen
  - Guerre civile du Yémen du Nord
  - Front for the Liberation of Occupied South Yemen

## La Longue Nuit de Mr Suzuki
- Publication : Fleuve noir, coll. « Espionnage » no  672, 1968.
- Date et lieux principaux de l'action : 1968. France, Venezuela.
- Personnages principaux : M. Suzuki, Odile Vissant, Jules Estimé, Germain Soulouque, John Spencer (dit « Rico »), Rafaël, Pedro Gomez ("Bravo"), Varlet (contact de Suzuki à la DST).
- Résumé : 
  - Mise en place de l'intrigue : M. Suzuki a suivi discrètement depuis Hong Kong, en passant par Londres, un trafiquant de drogue, Germain Soulouque. Celui-ci venant en France, dans la banlieue parisienne, Suzuki poursuit sa filature. Germain Soulouque est accusé par John Spencer, son commanditaire, d'avoir gardé de l'argent pour son usage personnel, et il est tué au cours d'une altercation. Les témoins sont des agents français du réseau de drogue, Odile Vissant et Jules Estimé. Suzuki découvre le meurtre de Soulouque et apprend qu'Odile Vissant va bientôt prendre un avion en direction de Caracas.
  - Enquête et aventures : Suzuki s'arrange pour prendre le même avion qu'Odile et se mettre à son côté. Il fait connaissance avec elle. Arrivés à Caracas, il lui propose de l'emmener en taxi à l'endroit où elle doit aller. Odile accepte. Arrivés dans le lieu en question, le contact d'Odile est assassiné. Suzuki l'a suivie discrètement. Il est pris à partie par les tueurs, qui s'enfuient. Des amis de l'homme assassiné arrivent alors. Le chef, Rafaël, apprend d'Odile que les tueurs ont emporté l'importante somme d'argent qu'elle avait convoyée depuis la France. Odile et Suzuki sont emmenés dans la brousse, en direction d'un camp caché en pleine jungle (une sorte de « maquis »). Pendant le trajet, le camion est attaqué par des « bandoleros » anticommunistes. Ils sont mis en fuite par Suzuki et par l'arrivée inopinée des maquisards communistes. Odile et Suzuki sont emmenés devant le chef du camp, Pedro Gomez. Il interroge la Française et le Japonais. Une fois Suzuki ayant quitté la tente du chef guérillero, Odile explique à Gomez que Suzuki est un agent secret américain. Suzuki est alors fait prisonnier et ligoté à un poteau, les deux pieds insérés dans des calebasses contenant des milliers de fourmis. Son supplice vise à le « faire craquer » pendant que les fourmis déchiquetteront la chair de ses pieds. Odile vient le voir, et Suzuki, ayant compris qu'elle l'a « vendu » à Gomez, lui explique qu'il a caché dans le camp un document prouvant la duplicité d'Odile et le détournement par elle de l'argent amené par Soulouque. Il ordonne qu'elle l'aide à le libérer, ou alors il dira tout à Gomez. Odile l'aide à se libérer et Suzuki lui remet le document compromettant. Commence alors pour le Japonais une « longue nuit » passée à courir dans la jungle vénézuélienne et à tenter d'éviter les gardes du camp. Odile, qui a récupéré le document compromettant et qui souhaite la mort de Suzuki, alerte les autorités du camp. La poursuite commence donc. Suzuki est fait prisonnier par des bandoleros. Il promet une forte récompense s'il est remis aux autorités américaines. Finalement, il parvient à s'en sortir. Il est exfiltré du Venezuela. Quelque temps plus tard, il retourne en région parisienne. Il retrouve Odile Vissant. La jeune femme est revenue riche du Venezuela.
  - Dénouement et révélations finales : Questionnée par Suzuki, elle lui révèle le fin mot de l'affaire : l'argent convoyé depuis Hong-Kong par Germain Soulouque provenait de la vente de drogue (opium, héroïne) de la République populaire de Chine qui voulait financer des guérillas un peu partout en Amérique, et notamment au Venezuela. La Chine finançait aussi des partis politiques prônant le panafricanisme. La Chine était derrière tous le MP (mouvement panafricain). Le réseau de Soulouque, Estimé et Odile est le réseau « Mouvement Mondial Mélanoderne », visant à créer un "arc mélanoderne » rassemblant l'Afrique noire, les Antilles, l'Amérique du Sud. Le roman se termine par une « crise de jalousie » de Jules Estimé, qui croit qu'Odile (dont il est amoureux) a une liaison sentimentale avec Suzuki.

## Mr Suzuki et le pêcheur d'hommes
- Publication : Fleuve Noir, coll. « Espionnage » no 694, 1968.
- Date et lieux principaux de l'action :
- Personnages principaux :
- Résumé :

## Mr Suzuki fait le mort
- Publication : Fleuve Noir, coll. « Espionnage » no 704, 1968.
- Date et lieux principaux de l'action :
- Personnages principaux :
- Résumé :

## Mr Suzuki joue son va-tout
- Publication : Fleuve noir, coll. « Espionnage » no 714, 1er trimestre 1969.
- Date et lieux principaux de l'action : Nicaragua, 1969.
- Personnages principaux : Mr Suzuki, Cuadra (agent de la CIA), Ramon Torres (communiste - pseudonyme : Davila), Amparo (jeune métisse attirante).
- Remarques :
  - la narration est faite selon la technique du « narrateur omniscient ».
  - l’auteur s'obstine à appeler « Fomoza » les personnalités de la famille Somoza.
- Lien externe : Fiche du roman sur Fichesauteurs.canalblog.com
- Résumé : 
  - Mise en place de l'intrigue : Mr Suzuki, se faisant passer pour un journaliste du Tokyo Shinbun, est en Amérique centrale. Sa mission est de récupérer le communiste Ramon Torres et de l'exfiltrer sain et sauf du Nicaragua.
  - Enquête et aventures : Il mène donc son enquête, a une relation sexuelle avec la jeune et belle Amparo, et apprend que Torres est emprisonné. Il parvient à le libérer. On apprend que Torrès voulait s'attaquer à des sites top-secrets que les Américains avaient bâtis au Panama : des bombes atomiques avaient été enterrées le long d'une voie qui aurait pu servir à créer un Canal de Panama-bis si le canal principal avait été pris ou mis hors d'usage par un pays ennemi. Ces bombes atomiques auraient pu servir à « creuser » ce second canal et Torrès voulait s'en prendre à ces armes nucléaires. Les chefs de Mr Suzuki n'excluaient pas non plus que la dynastie Somoza, totalement corrompue et haïe de la population, soit un jour chassée du pouvoir et que Torrès prenne le pouvoir.
  - Dénouement et révélations finales : À la fin du roman, Suzuki aide Torrès de telle manière que celui-ci et ses hommes échappent aux poursuivants et puissent s'enfuir. Le roman se termine par le fait qu'Amparo veut absolument passer une nouvelle nuit torride avec l'agent secret…

## Les Angoisses de Mr Suzuki
- Publication : Fleuve Noir, coll. « Espionnage » no  732, 1969
- Date et lieux principaux de l'action :
- Personnages principaux :
- Résumé :

## Le Duel de Mr Suzuki
- Publication : Fleuve noir, Espionnage no 750, 1969.
- Date et lieux principaux de l'action :
- Personnages principaux :
- Résumé :

## Mr Suzuki et la déesse
- Publication : Fleuve noir, coll. « Espionnage » no 769, 1969.
- Date et lieux principaux de l'action :
- Personnages principaux :
- Résumé :

## Mr Suzuki sert d'appât
- Publication : Fleuve noir, coll. « Espionnage » no 773, 1969.
- Date et lieux principaux de l'action :
- Personnages principaux :
- Résumé :

## Mr Suzuki et les disparus
- Publication : Fleuve noir, coll. « Espionnage » no 782, 1970.
- Date et lieux principaux de l'action :
- Personnages principaux :
- Résumé :

## Mr Suzuki opère à chaud
- Publication : Fleuve noir, coll. « Espionnage » no 798, 1er trimestre 1970.
- Date et lieux principaux de l'action : 1970 ; RFA et Tchécoslovaquie.
- Personnages principaux : Suzuki, Annelise et Frantz Bollau, Kurt Rietzler (dit « K.R. »), Hering, infirmier Anton, Dr Roedl.
- Remarque : le titre s'explique par le fait que la moitié du roman se déroule dans un hôpital psychiatrique.
- Résumé : 
  - Mise en place de l'intrigue : Dans une première séquence (chapitres 1 à 10), à Berlin, Annelise Bollau est pourchassée par des agents de l'Est qui veulent « faire pression » sur elle. La personne visée est son frère Frantz, l'un des chefs de service de l’Office fédéral de protection de la constitution de l'Allemagne de l'Ouest. Or Frantz lutte contre Kurt Rietzler, un ancien camarade d'université qui a préféré faire carrière dans les services secrets de l'Allemagne de l'Est. Frantz et Annelise sont finalement amenés à entrer en territoire tchécoslovaque, pris au piège par Kurt Rietzler, qui tente de convaincre Frantz de changer de camp. Finalement, avec l'aide de Suzuki, ils font prisonnier Kurt Rietzler  et s'enfuient pour rejoindre la frontière allemande. Durant le trajet, leur voiture est prise en chasse par des garde-barrières tchèques.
  - Enquête et aventures : Dans une seconde séquence (chapitres 11 à 23), on apprend que les quatre personnes ont été hospitalisées dans un centre psychiatrique allemand. Suzuki et Annelise sont rétablis, mais le « malade 217 » est devenu amnésique. Le directeur de la clinique présente Annelise au patient. Annelise est très triste de voir l'homme amnésique et se montre tendre à son égard. L'homme ressent une forte attirance sexuelle pour la jeune femme, et finalement ils ont une relation sexuelle. Le lecteur a cru que l'homme était Frantz et qu'un inceste vient d'être commis. Or il s'avère que l'amnésique est Kurt Rietzler. Les psychiatres mettent en place des techniques pour lui rendre sa mémoire, y compris des séances d'hypnose. En fin de compte, Kurt est contacté par des agents de l'Est qui lui exposent un plan d'évasion. Annelise, qui a découvert cette tentative, déclare son amour à Kurt et lui promet qu'elle ne dira rien à son frère. Mais Frantz a découvert l'amour que porte sa sœur à Kurt (dont il est très jaloux) et le projet d'évasion. Il prépare avec Hering et des hommes triés sur le volet des contre mesures visant à faire échouer l'évasion et à tuer Kurt. L'évasion a lieu, et Kurt tente de s'échapper. Frantz et Annelise ont une lutte physique lorsqu'Annelise comprend que Frantz veut tuer son amant, et que Frantz voit sa sœur prête à avertir Kurt de ce fait. Frantz ligote et bâillonne sa sœur et retourne guetter Kurt. Mais Annelise parvient à se libérer de ses liens et à prévenir Kurt. Elle obtient l'aide inattendue d'un mystérieux homme habillé en noir, qui aide Kurt à s'échapper.
  - Dénouement et révélations finales : Par la suite, Frantz découvre que l'homme en noir est Suzuki. Ce dernier explique alors qu'il est parvenu, au cours d'une séance d'hypnose, à faire révéler à Kurt l'identité de ses hommes et agents infiltrés, ainsi que les numéros de comptes bancaires servant à ses activités. Il fallait que Kurt s'échappe vivant de l'hôpital afin que ses hommes infiltrés ne soient pas inquiets. Enfin Suzuki explique à Frantz que sa jalousie incestueuse et malsaine à l'égard de sa sœur n'empêchera pas la jeune femme d'épouser Kurt et de s'enfuir bientôt en Allemagne de l'Est.

## Mr Suzuki cherche la femme
- Publication : Fleuve Noir, coll. « Espionnage » no  818, 1970
- Date et lieux principaux de l'action :
- Personnages principaux :
- Résumé :

## Mr Suzuki et les panthères noires
- Publication : Fleuve Noir, coll. « Espionnage » no  834, 1970
- Date et lieux principaux de l'action :
- Personnages principaux :
- Résumé :

## La Contre-enquête de Mr Suzuki
- Publication : Fleuve Noir, coll. « Espionnage » no  858, 1971
- Date et lieux principaux de l'action :
- Personnages principaux :
- Résumé :

## Haro sur Mr Suzuki
- Publication : Fleuve Noir, coll. « Espionnage » no  872, 1971
- Date et lieux principaux de l'action :
- Personnages principaux :
- Résumé :

## Mission-suicide pour Mr Suzuki
- Publication : Fleuve Noir, coll. « Espionnage » no  891, 1971
- Date et lieux principaux de l'action :
- Personnages principaux :
- Résumé :

## La Revanche du mort
- Publication : Fleuve Noir, coll. « Espionnage » no  920, 1971
- Date et lieux principaux de l'action :
- Personnages principaux :
- Résumé :

## Mr Suzuki dans l'enfer blanc
- Publication : Fleuve noir, coll. « Espionnage » no 927, 1971.
- Date et lieux principaux de l'action :
- Personnages principaux :
- Résumé :

## Mr Suzuki et l'espion fou
- Publication : Fleuve noir, coll. « Espionnage » no 941, 1972.
- Date et lieux principaux de l'action : Allemagne de l'Ouest (Munich), 1972.
- Personnages principaux : Mr Suzuki, Walter Brennan (directeur de Radio Liberté ), sa secrétaire Ilse, le juge Pabst, Helmut Freytag, son épouse Christine Freytag, son frère Hans Freytag, Georg Langhaus (journaliste), inspecteur Thiele (policier), Eric Halbig (journaliste), sa compagne Wanda Koch, Horst Brugger (journaliste), son épouse Annelise Brugger, Emile Heinz (journaliste), sa fille Nadia Heinz.
- Résumé : 
  - Mise en place de l'intrigue : Plusieurs « journalistes vedettes » de Radio Liberté sont assassinés selon leur ordre d'ancienneté dans la station : Georg Langhaus (chapitre 1), Eric Halbig (chapitre 6), Horst Brugger (chapitre 7).
  - Enquête et aventures : Pendant que la police, ne prenant aucun risque, soupçonne les épouses, compagnes ou maîtresses des défunts (Christine Freytag, Wanda Koch, Annelise Brugger), le directeur général de Radio Liberté reçoit la visite de Mr Suzuki, envoyé par la CIA pour faire la lumière sur ces décès violents. Le fait que Horst Brugger ait été assassiné par l'administration d'atropine montre qu'il s'agit d'un complot soigneusement préparé et que l'assassin connaissait très bien la vie intime des victimes. Les soupçons de Suzuki se tournent vers trois personnes : Helmut Freytag (pour se venger de la liaison qu'entretenait sa femme avec Langhaus - néanmoins l'homme a un alibi « en béton » : le juge Pabst qui l'accompagnait), Walter Brennan (mais celui-ci n'a aucun mobile précis), Emile Heinz (le « suivant » dans l'ordre théorique des meurtres). Puis Helmut Freytag échappe par miracle à un attentat à la bombe qui dévaste son appartement (chapitre 9). Emile Heinz lui aussi fait l'objet d'une tentative d'attentat par un gaz neurotoxique, il en réchappe par miracle (chapitre 15).
  - Dénouement et révélations finales : Finalement, Suzuki révèle l'identité du tueur : il s'agit d'Helmut Freytag, aidé par son frère Hans. Il explique aussi comment les deux hommes avaient abusé le juge Pabst, qui devenait ainsi un témoin irréprochable et permettait de donner un alibi à Helmut. Le roman se conclut sur l'idée qu'a le juge Pabst que la belle Christine se retrouve désormais sans amant et sans époux (la « place est donc libre ») et sur l'idée qu'a Suzuki qu'une idylle pourrait bien se nouer entre Walter Brennan et sa secrétaire Ilse.
- Lien externe : Fiche détaillée sur Fichesauteurs.canalblog
- Remarques :
  - Le roman ressemble plus à un polar qu'à un roman d'espionnage ;
  - On retrouve Walter Brennan et Ilse dans le roman suivant, Mr Suzuki lance un défi.

## Mr Suzuki lance un défi
- Publication : Fleuve noir, coll. « Espionnage » no 969, 1972.
- Lien externe : Fiche détaillée du roman sur Fichesauteurs.canalblog
- Date et lieux principaux de l'action : Naples, 1972.
- Personnages principaux : Suzuki, Gino Luzi, Francesca Morandi, sa sœur Giuletta Morandi, Carla Spirito (intrigante, employée par le KGB), marquis Casarati (industriel et homme d'affaires), Arcangela Casarati, Matteo Croce (riche promoteur immobilier).
- Résumé : 
  - Mise en place de l'intrigue : À l'occasion d'une « soirée orgiaque » au cours de laquelle le marquis Casarati souhaite offrir son épouse Arcangela aux assauts de jeunes hommes virils, des documents ultra-secrets de l'OTAN sont volés par Gino Luzi (amoureux d'Arcangela) chez Casarati. Suzuki est donc amené à rencontrer « Troubadour », l'agent de la CIA chargé de la sécurité de l'OTAN en Italie : il s'agit de Walter Brennan, rencontré lors de la précédente aventure (Mr Suzuki et l'Espion fou). Brennan s'est marié avec Ilse, sa secrétaire.
  - Enquête et aventures : Peu de temps après le vol des documents par Gino, Matteo Croce découvre Gino, sa maîtresse Arcangela et le marquis Casarati morts dans le logement de Gino. Brennan pense que le scénario est simple : Casarati a tué son épouse et l'amant de celle-ci par jalousie amoureuse, et charge Suzuki de retrouver les documents. C'est Francesca, amoureuse de Gino, qui a pris les documents et les a cachés en un endroit connu d'elle seule. La jeune femme se réfugie chez sa sœur Giuletta. La nuit suivante, les deux jeunes femmes sont attaqués par trois malfrats de la Mafia napolitaine, qui exigent que Francesca révèle où se trouvent les documents. Elles sont sauvées de justesse par Suzuki. Le lendemain, Francesca va voir Carla Spirito et lui demande de la mettre en contact avec Lorenzo Campigli, un journaliste d'investigation à qui elle veut remettre les documents volés par Gino. Carla, en réalité un agent du KGB, lui fait avoir un rendez-vous avec le journaliste. Francesca va récupérer les documents puis les remet à l'homme, et ne s'aperçoit que trop tardivement qu'elle s'est fait leurrer par un ami de Carla, qui s'est fait passer pour le journaliste. Ayant tout avoué à Suzuki, celui-ci se met à la recherche de l'homme et de Carla Spirito. Alors que Suzuki et Francesca ont repéré les deux voleurs qui prennent la fuite, ceux-ci sont attaqués durant la nuit par un tueur masqué : l'homme est égorgé, et Carla ne doit la vie sauve qu'à l'action de Suzuki qui fait arrêter le tueur. Mais une fois la police appelée, le tueur est libéré et c'est Suzuki qui est accusé du meurtre ! Suzuki et Francesca retournent à Naples. Suzuki accuse Brennan d'avoir lancé une double opération : l'officielle, avec Suzuki comme limier, et l'officieuse, par laquelle il a demandé à la Mafia napolitaine de retrouver aussi les documents. Maintenant, Suzuki est persuadé que les documents ont été récupérés par Brennan. Cependant, l'affaire n'est pas terminée : il y a les trois tueurs qui veulent finir le travail et « liquider Francesca ». Suzuki explique donc à Brennan qu'il va lancer un défi à la Mafia ; il va « terroriser la Mafia ». Peu de temps après, les trois tueurs de la Mafia (Sergio, Théo, Paolo) se présentent chez Brennan, venus pour tuer Suzuki. Les tueurs ligotent Brennan et recherchent Suzuki.
  - Dénouement et révélations finales : Une confrontation terrible a lieu entre les quatre personnes, au cours de laquelle Suzuki liquide les trois tueurs (dont le chef). Se rendant au garage, il libère Ilse Brennan et Francesca, qui avaient été prises comme otages par un quatrième membre du groupe, et fait prisonnier le bandit. Suzuki fait appeler Matteo Croce, car c'est lui qui avait été utilisé par Brennan pour l'opération officieuse et qui était le chef des quatre bandits (il était chef de clan de la Mafia). Croce reçoit l'ordre de Suzuki d'enlever les cadavres de ses tueurs du domicile de Brennan. Croce obéit à l'ordre, puis, trois jours, quitte l'Italie avec sa famille.

## Adieu Suzuki!
- Publication : Fleuve noir, coll. « Espionnage » no 977, 3e trimestre 1972.
- Date et lieux principaux de l'action : Arabie saoudite, 1972.
- Personnages principaux : Suzuki, colonel Zoher, lieutenant Haly al-Razi, commandant Yazid, Noufissa (fille de Yazid), capitaine Burke, Bob Evans, Maggy Evans, Lawson, colonel Mammar al-Jalanah.
- Fiche de présentation du roman sur Fichesauteurs.canalblog.com
- Remarque : Le roman fait référence à la situation du Moyen-Orient du début des années 1970, et notamment à l'opération Septembre noir (1970) des Jordaniens.
- Résumé : 
  - Mise en place de l'intrigue : Un complot visant à renverser le roi Fayçal a été déjoué et beaucoup des conjurés ont été exécutés. À leur tête se trouve le colonel Zoher, qui a échappé à la répression. Ces comploteurs veulent renverser le roi Fayçal pour remplacer le régime monarchique par une république laïque, à l'instar du régime égyptien dirigé alors par Anouar el Sadate. Ces comploteurs sont aussi aidés par des opposants palestiniens.
  - Enquête et aventures : Quelque temps après, Suzuki est sollicité par la CIA pour découvrir l'identité du chef du complot. Suzuki arrive donc en Arabie Saoudite, à un moment où commencent des opérations militaires secrètes ayant pour but de tester des armes secrètes américaines. Ces armes consistent en des chars d'assaut robotisés capables de faire la guerre sans être pilotés par des militaires : de même qu'il y a des drones pour les airs, il y a ces engins pour la guerre terrestre. Les essais de ces armes ont lieu dans le désert, en présence d'officiels américains (dont Suzuki) et saoudiens (dont Zoher). Suzuki poursuit son enquête et recherche activement le chef de la rébellion.
  - Dénouement et révélations finales : En fin de compte, les rebelles voulaient détourner l'une des armes secrètes en direction du Yémen voisin afin de les négocier, contre rémunération, aux Soviétiques. Suzuki fait capoter l'opération et découvre que le colonel Zoher était le traître recherché, assisté par le lieutenant Haly al-Razi. Zoher meurt dans un face-à-face avec Suzuki ; Haly est tué un peu plus tard par le colonel Mammar al-Jalanah.

## M. Suzuki double la mise
- Publication : Fleuve noir, coll. « Espionnage » no 992, 4e trimestre 1972.
- Date et lieux principaux de l'action : Shanghai, 1972.
- Fiche de présentation du roman sur Fichesauteurs.canalblog.com
- Personnages principaux : M. Suzuki, Asta Liou, Mike Allinton, colonel Ching Wei, docteur Yong, Mou Tchi.
- Résumé : 
  - Mise en place de l'intrigue : Mike Allinton est un « honorable correspondant » de la CIA en Chine communiste. Découvert par les services secrets chinois (colonel Ching Wei), ceux-ci lui donnent le choix : soit renoncer à sa compagne, Asta Liou, jeune femme médecin dont il est fou amoureux ; soit donner l'identité du mystérieux « Number One », maître espion de la CIA implanté au cœur du pouvoir communiste maoïste, et dont Allinton est l'officier traitant. Le directeur général de la CIA, craignant qu'Allinton ne passe à l'ennemi, ordonne à Suzuki de le « liquider ».
  - Enquête et aventures : Suzuki entre en contact avec l'Américain, et va tout faire pour l'aider et le sauver, lui et Asta Liou : Suzuki va en quelque sorte « doubler la mise », c'est-à-dire tenter de sauver le couple. Pendant ce temps, Asta Liou a quitté Taïwan pour se rendre à Shanghaï, pour revoir son vieux père qu'elle n'a pas vu depuis longtemps. Hélas, le vieil homme a été exproprié et hospitalisé dans un vieil hôpital qui ressemble à un mouroir. Asta Liou le libère, mais il meurt peu de temps après. Asta Liou, qui vient de trouver un emploi provisoire de médecin pédiatre dans le service du bon docteur Yong, est la proie d'un communiste (Mou Tchi), chef du quartier où est implantée l'ancienne maison familiale, qui fait pression sur elle pour qu'elle l'épouse.
  - Dénouement et révélations finales : Cet homme lubrique finira par être envoyé par le colonel Ching Wei dans un camp de rééducation. En effet, trompant Mou Tchi, Asta Liou est parvenue à téléphoner à son amant pour le rassurer. À la fin du roman, Suzuki parvient à les faire quitter la Chine continentale et à se réfugier à Taïwan.

## Bravo pour l'amateur
- Publication : Fleuve Noir, 1971
- Date et lieux principaux de l'action :
- Personnages principaux :
- Résumé :

## Première nuit dans la tombe
- Publication : Fleuve Noir, 1972
- Date et lieux principaux de l'action :
- Personnages principaux :
- Résumé :

## Mr Suzuki va plus loin
- Publication : Fleuve Noir, coll. « Espionnage » no 1002, 1972
- Date et lieux principaux de l'action :
- Personnages principaux :
- Résumé :

## Mr Suzuki a les mains rouges
- Publication : Fleuve noir, coll. « Espionnage » no 1020, 1973.
- Date et lieux principaux de l'action : Date indéterminée. Principalement Varsovie en Pologne (chapitres 1 à 12) puis Vienne en Autriche (chapitres 13 à 15).
- Personnages principaux : M. Suzuki, Maria et Olenka, Jozef Zaleski, abbé Tomasz, Roedl.
- Remarques :'
  - Le roman est écrit sous la forme d'une narration rédigée par M. Suzuki lui-même (en quelque sorte, récit autobiographique).
  - Il est indiqué que Suzuki est né à Honolulu d'un père Japonais et d'une mère hawaïenne (page 62, chapitre IV).
- Résumé : 
  - Mise en place de l'intrigue : Suzuki est envoyé à Varsovie car un chef du contre-espionnage polonais, Zaleski, veut passer à l'Ouest. En échange d'une nouvelle identité et d'une forte somme d'argent, il propose de livrer aux services secrets occidentaux de nombreux renseignements sur les activités des services secrets polonais et soviétiques. Arrivé en Pologne comme « touriste », Suzuki est suivi par Grimm, un agent de la police politique. Au cours de la visite des mines de sel de Wieliczka, l'homme attaque Suzuki pour le dépouiller de ses dollars. Suzuki se défend en état de légitime défense et tue son agresseur. Il rejoint le reste du groupe et se comporte en innocent. Mais les soupçons de la police criminelle et de la police politique s'orientent vers lui. Il est donc contraint de fausser compagnie à ses poursuivants et de se cacher (chapitres 1 à 4).
  - Enquête et aventures : Il trouve refuge dans l'appartement occupé par deux sœurs, Maria et Olenka, qui en échange d'une importante contribution financière quotidienne, acceptent de l'héberger. Quand elles découvrent que Suzuki est recherché pour meurtre et qu'il est probablement un agent secret, elles tentent, toutes deux, de lui soutirer la confection d'un passeport leur permettant de quitter la Pologne et de passer à l'Ouest. Comme elles comprennent que Suzuki ne peut pas faire établir un passeport pour chacune d'elles, elles tentent de se doubler l'une l'autre. De fil en aiguille, Suzuki a des relations sexuelles avec les deux sœurs, chacune voulant que l'autre sœur ignore la liaison sexuelle et voulant l'exclusivité du Japonais. Pendant ce temps, Suzuki continue ses négociations avec Jozef Zaleski ; le cas est difficile car Zaleski exige de passer à l'Ouest avec sa compagne enceinte. Les deux sœurs entendent parler d’Ignacy (en réalité : Zaleski) et tentent d'entrer directement en contact avec celui, pensent-elles, qui est susceptible de leur livrer le précieux passeport. S'ensuivent alors des coups tordus entre les deux sœurs et la volonté de chacune de prendre l'avantage sur l'autre. En fin de compte, Zaleski se révèle aux deux sœurs. Au cours d'une bagarre, Olenka semble trouver la mort, à la grande joie de Maria. Suzuki et Maria quittent alors la Pologne dans un fourgon sanitaire , le passage à la frontière se fait sans difficultés (chapitres 5 à 12).
  - Dénouement et révélations finales : L'aventure de Suzuki se poursuit alors à Vienne, en Autriche. Sa mission est de faire passer à l'Ouest Jozef Zaleski et sa compagne par un passage souterrain secret. À la fin du roman, on découvre coup sur coup qu'Olenka n'était pas morte et qu'il s'agissait d'une mise en scène de Zaleski, et d'autre part que ce dernier n'était pas un transfuge et cherchait, en tant que chef du contre-espionnage polonais, à connaître la filière de passage à l'Ouest et l'endroit où se situait le souterrain caché. Depuis le début, Zaleski avait joué au faux transfuge. Le roman se termine par un courrier laissé par Suzuki aux deux sœurs : il déclare avoir passé de bons moments avec elles et se déclare dans l'impossibilité de « choisir » entre elles (chapitres 13 à 15).
- Lien externe : Le roman sur le site Bibliopoche

## Les Pantins de Mr Suzuki
- Publication : Fleuve Noir, coll. « Espionnage » no 1032, 1973
- Date et lieux principaux de l'action :
- Personnages principaux :
- Résumé :

## Mr Suzuki tombe de haut
- Publication : Fleuve Noir, coll. « Espionnage » no 1053, 1973
- Date et lieux principaux de l'action :
- Personnages principaux :
- Résumé :

## Mr Suzuki et le dossier Adz
- Publication : Fleuve noir, coll. « Espionnage » no 1068, 1973.
- Date et lieux principaux de l'action : début des années 1970 - États-Unis, Union soviétique.
- Personnages principaux : M. Suzuki, John Gillmore, Sergueï Novikov, Jenny Stykes, Chuck Bellamy, Pamela, Medvedev, Dymchitz.
- Résumé : 
  - Mise en place de l'intrigue : John Gillmore, agent secret de la CIA envoyé en Union soviétique pour enquêter sur le mystérieux site secret « Adzvavom » (en abrégé : Adz) a été découvert, incarcéré et condamné à une lourde peine d'emprisonnement. Suzuki est chargé d'entamer des négociations secrètes avec les Russes et rencontre pour cela le jeune diplomate Sergueï Novikov. Ce dernier tombe amoureux de Jenny Stykes, la compagne de Gillmore qui comme lui travaille pour la CIA. Novikov tente de la manipuler en lui faisant croire que si elle lui remet le vrai dossier concernant Adzvavom détenu par la CIA, il s'arrangera en contrepartie pour faire libérer Gillmore.
  - Enquête et aventures : Pendant son enquête, Suzuki détecte un espion travaillant pour les Russes, Chuck Bellamy, qui est aussi receleur et agent de transmission. Suzuki est fait prisonnier par la bande d'espions avec Pamela, la petite amie de Chuck. Sous la férule du chef de bande, Medvedev, Suzuki et Pamela sont interrogés : Pamela (qui ne sait rien) et Suzuki (qui ne souhaite pas entrer dans l'engrenage) ne disent rien. Suzuki et Pamela sont libérés par le FBI grâce à un appareil que Suzuki avait emmené avec lui et qui signalait sa position. Russes et Américains arrivent à un accord : Chuck Bellamy est échangé contre John Gillmore. Ce dernier retrouve sa petite amie Jenny. Novikov est muté par la diplomatie russe à Londres.
  - Dénouement et révélations finales : Dans le chapitre final, Suzuki révèle l'opération d'« intoxication » organisée par les services secrets russes. Ils voulaient faire croire à l'existence de cette mystérieuse base souterraine prétendument remplie de scientifiques et de têtes nuclaires. En réalité, cette base n'existait pas et n'était qu'un leurre, destiné à immobiliser le satellite espion le plus puissant des États-Unis sur un site quasiment vide ! Mais Gillmore a découvert la vérité alors qu'il se trouvait en prison en URSS, et a pu révéler la vérité à Suzuki.
- Lien externe : Le roman sur le site Bibliopoche

## L'Abominable Randonnée de Mr Suzuki
- Publication : Fleuve Noir, coll. « Espionnage » no 1080, 1973
- Date et lieux principaux de l'action :
- Personnages principaux :
- Résumé :

## Mr Suzuki cherche un homme
- Publication : Fleuve noir, coll. « Espionnage » no 1095, 1974.
- Date et lieux principaux de l'action :
- Personnages principaux :
- Résumé :

## Mr Suzuki ne désarme pas
- Publication : Fleuve noir, coll. « Espionnage » no 1103, 1974.
- Date et lieux principaux de l'action :
- Personnages principaux :
- Résumé :

## Mr Suzuki suit la filière
- Publication : Fleuve noir, coll. « Espionnage » no 1118, 1974.
- Date et lieux principaux de l'action :
- Personnages principaux :
- Résumé :

## M. Suzukisuspect n°1
- Publication : Fleuve noir, coll. « Espionnage » no 1125, 3e trimestre 1974.
- Date et lieux principaux de l'action : Octobre 1973, base scientifique internationale en Antarctique.
- Personnages principaux : Suzuky, Lira Kossior (Ukrainienne), Talcott Pohl (Américain), Allen Serafian (Américain), Vassili Sakov (Russe), Eduardo Reale (Chilien), Jorge Alessandri (Chilien), Oswaldo Guzman (Chilien), colonel Burke, Rahul Ahumada, docteur Campbell.
- Résumé : 
  - Mise en place de l'intrigue : Suzuky est le narrateur de ce qu'il a vécu pendant quelques jours dans la base scientifique Station A, en Antarctique. Il a alors le statut d'observateur neutre. Alors que la guerre du Kippour vient de débuter, l'équipe reçoit le renfort de Lira Kossior, à qui plusieurs des membres de la base font « les yeux doux ». Puis, au cours d'une sortie hors-base de Talcott Pohl et de Vassili Sakov, le Russe revient sans l'Américain, expliquant qu'ils se sont perdus de vue en route. Pohl est retrouvé quelques heures après par l'équipe de secours : il est mort de froid. C'est le premier mort de l'équipe, on ignore alors que deux autres membres mourront peu après (chapitres 1 à 3).
  - Enquête et aventures : Alors que les membres de la base se posent des questions sur les circonstances de la mort de Pohl, un avion américain s'écrase près de la station. Un appareil de communication très important est volé dans les débris de l'avion par l'un des membres de l'équipe (on ignore par qui). Le colonel Burke, chargé de récupérer l'objet, est furieux et exige de fouiller les locaux et les scientifiques. Or Sakov refuse d'être fouillé : il affirme ne rien avoir volé et rappelle qu'on est en territoire neutre et que l'armée américaine n'a aucun pouvoir d'enquête. Une altercation a lieu, renforcée par le fait que Guzman prend le parti du Russe. Suzuky reste neutre. Peu de temps après, Suzuky a la preuve que Sakov n'est pas le voleur (Sakov se déshabille devant lui). Le soir, tous vont se coucher. Au petit matin, on retrouve Jorge Alessandri mort : quelqu'un lui a brisé les vertèbres cervicales avec un piolet. C'est le deuxième mort, et il s'agit clairement d'un meurtre. Or comme le sas donnant sur l'extérieur n'a pas été ouvert, il faut se rendre à l'évidence : c'est quelqu'un du quartier d'habitation qui l'a tué. Si l'on exclut les deux autres Chiliens, il ne reste comme suspects que Lira, Sakov, Serafian et Suzuky. Arrive alors à la station Rahul Ahumada, un ami de Jorge Alessandri, venu au sujet du crash de l'avion. Puis vient le colonel Burke, chargé de l'enquête sur l'assassinat du Chilien (chapitres 4 à 7).
  - Dénouement et révélations finales : Sakov meurt dans des circonstances tellement étranges qu'on suppose qu'il a été victime d'un empoisonnement. C'est le troisième membre de l'équipe à mourir en quelques jours. À la base McMurdo, le docteur Campbell fait l'autopsie du Russe : il en déduit que la mort n'est pas criminelle mais découle d'un épuisement de Sakov, mort selon lui d'une crise cardiaque. Soupçonnée en tant que bactériologique d'avoir administré une maladie infectieuse, Lira est disculpée. Mais Suzuky s'oriente vers une autre piste : les vêtements de Sakov. Suzuky suppose que le Russe est mort, non d'un empoisonnement, mais des suites de l'administration d'un produit chimique sur ses vêtements. Le produit, après avoir agi, se dissoudrait dans l'air en quelques jours. Il surveille la salle d'autopsie et découvre l'identité du tueur, qui effectivement a tué Sakov par un produit chimique, le soman, pour venger la mort de Jorge Alessandri. Il apparaît enfin que la mort de Pohl en début de roman fut totalement accidentelle et non criminelle (chapitres 8 à 16).

## M. Suzuki déchire le voile
- Publication : Fleuve noir, coll. « Espionnage » no 1140, 1974.
- Date et lieux principaux de l'action : Union soviétique puis Turquie, 1974.
- Personnages principaux : Suzuki, Ephraïm Lifschitz, Varia, Irina, Mikhaïl Teliegine, Kiziak (directeur d'hôpital), Dr Leonard Hamilton.
- Remarque : le narrateur du récit est M. Suzuki, qui raconte ses aventures à la première personne du singulier.
- Lien externe : Fiche du roman sur Fichesauteurs.canalblog.com
- Résumé :  
  - Mise en place de l'intrigue : Travaillant pour la CIA, M. Suzuki est envoyé à Gagra, située en Géorgie, à une vingtaine de kilomètres de Sotchi, en Union soviétique. Sous la couverture de psychiatre américain (il est appelé « docteur Suzuki » durant tout le roman), il est chargé d'examiner le savant russe Ephraïm Lifschitz, hospitalisé dans un centre psychiatrique. Les Soviétiques le disent atteint de schizophrénie, mais la vérité semble tout autre : le savant fait des recherches avancées sur l'antimatière, et étant un refuznik, souhaite quitter l'URSS pour gagner Israël. Une bombe nucléaire ne libérant que l'énergie équivalent à 8 % de sa masse d'uranium, une bombe à antimatière, qui libèrerait l'énergie de 100 % de sa masse, serait donc 12 fois plus puissante qu'une bombe nucléaire « classique ». On peut donc comprendre que le KGB maintienne captif le savant en le « bourrant » de produits chimiques qui vont vraiment le rendre fou à la longue.
  - Enquête et aventures : Suzuki rencontre Lifschitz et monte un plan pour le libérer. L'opération a lieu et est un succès : Lifschitz est libéré de l'hôpital et trouve refuge en Turquie. Mais, alors que sa libération est quasi-effective, il est grièvement blessé par un inconnu et tombe dans le coma. Suzuki est désorienté : pourquoi l'opération d'exfiltration a-t-elle si bien réussi ? ne serait-ce pas un coup monté du KGB qui aurait « laissé faire » ? y a-t-il un traître dans la petite équipe chargée de l'exfiltration ? Par la ruse et la manipulation de Mikhaïl Teliegine, fils d'un maréchal d'URSS, Suzuki parvient à découvrir la vérité : le vrai Lifschitz avait été remplacé par un agent du KGB ayant une excellente formation scientifique, et le KGB avait aidé à la libération du faux Lifschitz pour donner le change aux Américains. Non seulement ceux-ci pouvaient penser avoir récupéré le « vrai Lifschitz », mais en plus le faux Lifschitz pouvait infiltrer les milieux scientifiques américains les plus secrets.
  - Dénouement et révélations finales : Le jour de l'enterrement du faux Lifschitz, Suzuki découvre que le « vrai Lifschitz » est venu aux obsèques ! Il a un entretien avec lui : Lifschitz ne veut pas aller en Israël ni aux États-Unis et souhaite rester vivre en Union soviétique.

## Nuits chaudes pour M. Suzuki
- Publication : Fleuve noir, coll. « Espionnage » no 1151, 4e trimestre 1974.
- Date et lieux principaux de l'action : Malaisie - début des années 1970.
- Personnages principaux : M. Suzuki, Joey Hamilton, Ivy, Hiang.
- Remarque : le narrateur du récit est M. Suzuki, qui raconte ses aventures à la première personne du singulier.
- Lien externe : Fiche du roman sur Fichesauteurs.canalblog.com
- Résumé : En Malaisie, travaillant pour la CIA, M. Suzuki lutte contre trois menaces qui risquent de déstabiliser le pays :
  - la radio Ko (maoïste, prêchant la subversion),
  - la société secrète chinoise Les Vieux Frères,
  - les pirates de la mer des Célèbes, menés par Hiang (qui meurt dans le dernier paragraphe du roman, tué par Suzuki).

Dans ses aventures, M. Suzuki est aidé par Joey Hamilton et par une métisse, Ivy (qui est violée par des bandits).

## Mr Suzuki entre dans la danse
- Publication : Fleuve Noir, coll. « Espionnage » no  1163, 1974
- Date et lieux principaux de l'action :
- Personnages principaux :
- Résumé :

## Mission impossible pour Mr Suzuki
- Publication : Fleuve Noir, coll. « Espionnage » no  1194, 1975
- Date et lieux principaux de l'action :
- Personnages principaux :
- Résumé :

## Horizons fantastiques pour Mr Suzuki
- Publication : Fleuve Noir, coll. « Espionnage » no  1208, 1975
- Date et lieux principaux de l'action :
- Personnages principaux :
- Résumé :

## Suzuki contre ISA
- Publication : Fleuve Noir, coll. « Espionnage » no  1222, 1975
- Date et lieux principaux de l'action :
- Personnages principaux :
- Résumé :

## Les armes secrètes de Mr Suzuki
- Publication : Fleuve Noir, coll. « Espionnage » no  1226, 1975
- Date et lieux principaux de l'action :
- Personnages principaux :
- Résumé :

## Qui va trahir?
- Publication : Fleuve noir, 2e trimestre 1975.
- Remarque : le roman ne met pas en scène Mr Suzuki.
- Date et lieux principaux de l'action : Irlande, 1975.
- Personnages principaux : Kenneth Littleton, son frère Keith Littleton, Kanavan, Patrick Balfe, Seamus Garland, Kevin, Feeney, Grafton, sir Geoffrey Farrell, Moïra, « Lenormand » (= Tsoukkanov), Leonardo Rizzi, comtesse Virginia de Wonslaw.
- Résumé :
  - Mise en place de l'intrigue : Kenneth Littleton, son frère Keith Littleton, Kanavan, Patrick Balfe sont des militants de l'IRA, en lutte contre les protestants unionistes. Ils organisent des coups de mains audacieux. À la suite d'un coup de main plus audacieux que les précédents, Kenneth est fait prisonnier par la police britannique (chapitres 1 à 7).
  - Enquête et aventures : Envoyé en détention provisoire, Kenneth risque d'être jugé pour tentative de meurtre et vols aggravés. Il encourt la peine de perpétuité. Par l'intermédiaire de l'assistante sociale de la prison, la comtesse Virginia de Wonslaw, il rencontre un proche conseiller du ministre de la justice : s'il est libéré sans condamnation, il s'engage, ou bien à tuer le chef de l'organisation (Seamus Garland), ou bien à le livrer à la police britannique. Le ministre accepte et Kenneth est condamné à une peine symbolique de six mois d'emprisonnement avec sursis (chapitres 8 à 10).
  - Dénouement et révélations finales : Ses compagnons ne savent pas comment se comporter avec lui : a-t-il trahi, ou non ? Les relations se tendent quand Patrick Balfe, amoureux de Moïra, craint que celle-ci ne tombe amoureuse de Kenneth, qui lui-même a entamé une liaison avec la comtesse Wonslaw. Patrick dénonce Kenneth comme étant un membre de l'IRA, ce qui est su de la comtesse, qui rapporte l'information à Kenneth. Ce dernier veut s'en prendre à Patrick. Tout ceci a lieu alors que l'IRA attend un chargement d'armes livré par l'Union soviétique par l'intermédiaire de « Lenormand » (Tsoukanov), un agent du KGB, et alors que la police britannique a connaissance de cette livraison. Les relations entre les divers personnages atteignent leur paroxysme dans un vieux cimetière, et Kenneth et son frère, accusés de trahison, sont sur le point d'être abattus par leurs camarades. Mais les armes de ces derniers ont été rendues inutilisables par les deux frères, qui du coup se trouvent en position de force. À la fin du roman, Kevin et Garland sont tués dans l'altercation, et Patrick blessé. Les survivants se réconcilient avec Kenneth et Keith, et tous se mettent à décharger les armes reçues (chapitres 11 à 15).

## Suzuki contre X
- Publication : Fleuve Noir, coll. « Espionnage » no  1239, 1976
- Date et lieux principaux de l'action :
- Personnages principaux :
- Résumé :

## Mr Suzuki chasse le grand fauve
- Publication : Fleuve Noir, coll. « Espionnage » no  1251, 1976
- Date et lieux principaux de l'action :
- Personnages principaux :
- Résumé :

## L'Espion de Kadena
- Publication : Fleuve Noir, coll. « Espionnage » no  1268, 1976
- Date et lieux principaux de l'action :
- Personnages principaux :
- Résumé :

## Projet cyclope
- Publication : Fleuve Noir, 1976
- Date et lieux principaux de l'action :
- Personnages principaux :
- Résumé :

## Mr Suzuki cherche la faille
- Publication : Fleuve Noir, coll. « Espionnage » no  1289, 1976
- Date et lieux principaux de l'action :
- Personnages principaux :
- Résumé :

## Vacances rouges pour Mr Suzuki
- Publication : Fleuve Noir, coll. « Espionnage » no  1302, 1976
- Date et lieux principaux de l'action :
- Personnages principaux :
- Résumé :

## Les Fanatiques
- Publication : Fleuve Noir no 1318 (collection "Combat de l'ombre"), 1er trimestre 1977.
- Date et lieux principaux de l'action : Brésil, années 1970.
- Personnages principaux : Violante Terga, Nuno Meireles, Miguel Dias, Maddalena Zuzzarte, Ferrazzo, Bilac, William Thomson, Peixoto, Antero
- Résumé : 
  - Mise en place de l'intrigue : Un mystérieux « Argus », chef d'un groupuscule communiste au Brésil, va tenter une action d'éclat prochainement. Mais la police et les services secrets ignorent où et quand. Quand le roman débute, un groupe de quatre jeunes gens commet une attaque à main armée en plein centre ville de Sao Paulo et dévalise la banque Yamato. Poursuivis, deux du groupe sont tués, mais Violante et Nuno sont attrapés par la police. Le roman présente l'action des policiers (Bilac, chef de la police, et son adjoint Ferrazo, chargé des interrogatoires) pour découvrir l'identité du chef du groupe qui pourra les mener vers Argus.
  - Enquête et aventures : Ferrazo joue au jeu du chat et de la souris avec Violante, profitant de l'amour de la jeune fille pour Nuno, et laisse Nuno s'échapper afin qu'il les mène jusqu'au chef de groupe. Nuno sera par la suite rattrapé au domicile d'un des membres du groupe. Le roman présente aussi concomitamment les aventures de Miguel, un jeune communiste qui est en lien avec le groupe terroriste (est-il le chef du groupe recherché par Ferrazzo ?). Il se cache au domicile de Mme Zuzarte, quadragénaire bourgeoise dont le mari est en voyage. Les deux ont des relations sexuelles. Là-aussi a lieu un jeu du chat et de la souris : la bourgeoise Lena Zuzarte, qui a compris que son « locataire » n'est pas celui qu'il prétend être, le livrera-t-elle à la police ? Le fait-elle placer sur écoutes et sur surveillance ?
  - Dénouement et révélations finales : À la fin du roman, le lecteur apprend que le prétendu communiste Miguel s'appelle Julio Amaral et est en fait un membre des services secrets. Il tentait de vérifier si Mme Zuzarte ou son époux pouvait être en lien avec Argus. Il est révélé aussi que la prétendue bourgeoise, Mme Zuzarte, est en réalité Argus tant recherché ! Chacun des deux jouait donc un rôle de composition et, intimement, savait le rôle de l'autre. Le roman se termine par la mort de Miguel et la fuite d'Argus ; le chef des services secrets américains à Sao Paulo, William Thomson, se dit que le communisme est une hydre dont on ne parviendra jamais à se débarrasser.

## Mr Suzuki récolte la tempête
- Publication : Fleuve Noir, coll. « Espionnage » no  1323, 1977
- Date et lieux principaux de l'action :
- Personnages principaux :
- Résumé :

## Mr Suzuki sur la sellette
- Publication : Fleuve Noir, coll. « Espionnage » no  1338, 1977
- Date et lieux principaux de l'action :
- Personnages principaux :
- Résumé :

## Mr Suzuki à Miami
- Publication : Fleuve Noir, coll. « Espionnage » no  1354, 1977
- Date et lieux principaux de l'action :
- Personnages principaux :
- Résumé :

## Mr Suzuki dans le labyrinthe
- Publication : Fleuve Noir, coll. « Espionnage » no  1366, 1977
- Date et lieux principaux de l'action :
- Personnages principaux :
- Résumé :

## Mr Suzuki et le Pape rouge
- Publication : Fleuve Noir, coll. « Espionnage » no  1376, 1977
- Date et lieux principaux de l'action :
- Personnages principaux :
- Résumé :

## Les Contre-mesures de Mr Suzuki
- Publication : Fleuve Noir, coll. « Espionnage » no  1387, 1978
- Date et lieux principaux de l'action :
- Personnages principaux :
- Résumé :

## Signé Suzuki
- Publication : Fleuve Noir, coll. « Espionnage » no  1404, 1978
- Date et lieux principaux de l'action : Angola, 1976-1977.
- Personnages principaux :
- Résumé :

## Mr Suzuki chasse l'oiseau rare
- Publication : Fleuve Noir, coll. « Espionnage » no  1418, 1978
- Date et lieux principaux de l'action :
- Personnages principaux :
- Résumé :

## DrSuzuki et Mr Hyde
- Publication : Fleuve Noir, coll. « Espionnage » no  1434, 1978
- Date et lieux principaux de l'action :
- Personnages principaux :
- Résumé :

## Mr Suzuki entre deux feux
- Publication : Fleuve Noir, coll. « Espionnage » no  1444, 1978
- Date et lieux principaux de l'action :
- Personnages principaux :
- Résumé :

## Les Gadgets de Mr Suzuki
- Publication : Fleuve Noir, coll. « Espionnage » no  1466, 1979
- Date et lieux principaux de l'action :
- Personnages principaux :
- Résumé :

## Sursis pour un massacre
- Publication : Fleuve Noir, 1979
- Date et lieux principaux de l'action :
- Personnages principaux :
- Résumé :

## L'Ombre de Kachira
- Publication : Espionnage Fleuve Noir, 1979
- Date et lieux principaux de l'action :
- Personnages principaux :
- Résumé :

## Le Congrès des sorcières
- Publication : Fleuve Noir, coll. « Espionnage » no  1505, 1979
- Date et lieux principaux de l'action :
- Personnages principaux :
- Résumé :

## Mission illimitée
- Publication : Fleuve Noir, 1981
- Date et lieux principaux de l'action :
- Personnages principaux :
- Résumé :

## Secret mortel
- Publication : Fleuve Noir, 1981
- Date et lieux principaux de l'action :
- Personnages principaux :
- Résumé :

## Les Requins dormeurs
- Publication : Fleuve Noir, 1981
- Date et lieux principaux de l'action :
- Personnages principaux :
- Résumé :

## La Main cachée
- Publication : Fleuve Noir, 1982
- Date et lieux principaux de l'action :
- Personnages principaux :
- Résumé :

## Dossier explosif
- Publication : Fleuve Noir, 1982
- Date et lieux principaux de l'action :
- Personnages principaux :
- Résumé :

## Un espion au-dessus de tout soupçon
- Publication : Fleuve Noir, 1983
- Date et lieux principaux de l'action :
- Personnages principaux :
- Résumé :

## Mr Suzuki revient en force
- Publication : Fleuve Noir, coll. « Espionnage » no  1729, 1983
- Date et lieux principaux de l'action :
- Personnages principaux :
- Résumé :

## L'Espion fou
- Publication : Fleuve Noir, 1983
- Date et lieux principaux de l'action :
- Personnages principaux :
- Résumé :

## La Boîte de Pandora
- Publication : Fleuve Noir, coll. « Espionnage » no  1760, 1984
- Date et lieux principaux de l'action :
- Personnages principaux :
- Résumé :

## Les Anges aux mains rouges
- Publication : Fleuve Noir, 1984
- Date et lieux principaux de l'action :
- Personnages principaux :
- Résumé :

## La Grande Araignée
- Publication : Fleuve Noir, 1984
- Date et lieux principaux de l'action :
- Personnages principaux :
- Résumé :

## Ceci n'est pas un exercice
- Publication : Fleuve Noir, 1985
- Date et lieux principaux de l'action :
- Personnages principaux :
- Résumé :